# SHISHAMO NO BEST ARENA!!! EAST
『SHISHAMO NO BEST ARENA!!! EAST』はSHISHAMOの4作目のライブ映像作品。2020年1月29日にGOOD CREATORS RECORDS / UNIVERSAL SIGMAから発売された。

## 概要
- 本作は初のベストアルバム『SHISHAMO BEST』のリリースを記念して開催された、東阪アリーナ公演「SHISHAMO NO BEST ARENA!!!」より、2019年9月28日のさいたまスーパーアリーナ公演の模様を収録している。当日演奏された22曲を全曲ノーカットで収録のほか、特典映像として、9月22日の大阪城ホール公演で披露された「花」のアコースティック Ver.も収められている[1]。
- ジャケットイラストは、過去3作品のBlu-ray Disc同様、宮崎による当日のライブの模様を描き下ろしたデザインとなっている。本作のリリース発表に合わせて、さいたまスーパーアリーナでの「OH！」のライブ映像がオフィシャルYouTubeチャンネルにて公開された。また発売日同日にはアルバム『SHISHAMO 6』がリリースになった[2]。
- 「SHISHAMO NO BEST ARENA!!! EAST」の公演の模様はBSスカパー！にて独占生中継され[3]、11月12日に再放送された[4]。
- リリースに先駆けて2020年1月16日にダイジェスト映像がYouTubeで公開された[5]。
- 1月27日から2月2日までの7日間、西武新宿駅前 ユニカビジョンにて、本作から「君の大事にしてるもの」「OH！」「量産型彼氏」「明日も」「君の隣にいたいから」のライブ映像をまとめた「SHISHAMO特集」が放映された[6]。

## 収録曲
SHISHAMO NO BEST ARENA!!! EAST
| #   | タイトル                                             | 作詞 | 作曲・編曲 |
| --- | ---------------------------------------------------- | ---- | ---------- |
| 1.  | 「恋する」                                           |      |            |
| 2.  | 「ねぇ、」                                           |      |            |
| 3.  | 「僕に彼女ができたんだ」                             |      |            |
| 4.  | 「きっとあの漫画のせい」                             |      |            |
| 5.  | 「タオル」                                           |      |            |
| 6.  | 「BYE BYE」                                          |      |            |
| 7.  | 「君の大事にしてるもの」                             |      |            |
| 8.  | 「夏の恋人」                                         |      |            |
| 9.  | 「夢で逢う」                                         |      |            |
| 10. | 「曇り夜空は雨の予報」(宮崎の弾き語り)               |      |            |
| 11. | 「熱帯夜」(アコースティックバージョン)               |      |            |
| 12. | 「恋」(アコースティックバージョン)                   |      |            |
| 13. | 「ロマンチックに恋して」(アコースティックバージョン) |      |            |
| 14. | 「水色の日々」                                       |      |            |
| 15. | 「ほら、笑ってる」                                   |      |            |
| 16. | 「OH！」                                             |      |            |
| 17. | 「量産型彼氏」                                       |      |            |
| 18. | 「ドキドキ」                                         |      |            |
| 19. | 「君と夏フェス」                                     |      |            |
| 20. | 「君とゲレンデ」                                     |      |            |
| 21. | 「明日も」                                           |      |            |
| 22. | 「君の隣にいたいから」                               |      |            |

【特典映像】SHISHAMO NO BEST ARENA!!! WEST 2019年9月22日 大阪城ホール
| #  | タイトル                           | 作詞 | 作曲・編曲 |
| -- | ---------------------------------- | ---- | ---------- |
| 1. | 「花」(アコースティックバージョン) |      |            |